# Cambodgien (cheval)
Pour les articles homonymes, voir Cambodgien.
Le cambodgien est la seule race de chevaux originaire du Cambodge. Classée parmi les poneys, la race appartient au groupe des poneys du Sud-Est asiatique. Très résistant au climat local mais jadis soumis aux attaques des tigres, il sert pour tous les travaux de la vie quotidienne, et notamment la traction. 

## Dénomination
Le nom international est « cambodian », « cambodgien » étant le nom français enregistré par la FAO et CAB International. 

## Histoire
À la fin du XIXe siècle, le Cambodge fournit la Cochinchine et Saïgon en poneys, car les animaux locaux sont les seuls capables d'en supporter le climat.
Au début du XXe siècle, l'élevage de chevaux se pratique toujours dans les plaines du Cambodge, en dépit de nombreuses difficultés. Les tigres sont en effet attirés par l'odeur des chevaux, ce qui force les éleveurs à parquer leurs animaux dans des lieux complètement clos, compromettant la santé des poneys.

## Description
Le Cambobgien est classé parmi les poneys, et appartient au groupe des races de poneys de l'Asie du Sud-Est,. La FAO le signale très proche du Ngua Noi (poney vietnamien) et du poney thaïlandais, mais ne fournit pas de données relatives à sa morphologie, de même que l'édition 2016 de l'encyclopédie de CAB International.
L'ouvrage de l'université de l'Oklahoma (2007) le cite, mais n'en fournit ni description ni estimation de population, en raison d'un manque d'information de la part des autorités cambodgiennes. L'étude de Tichit, parue en 1981, signale que « le poney cambodgien moyen est petit, juste au-dessus de 11 mains (1,12 m), et la castration est rare ».

## Utilisations

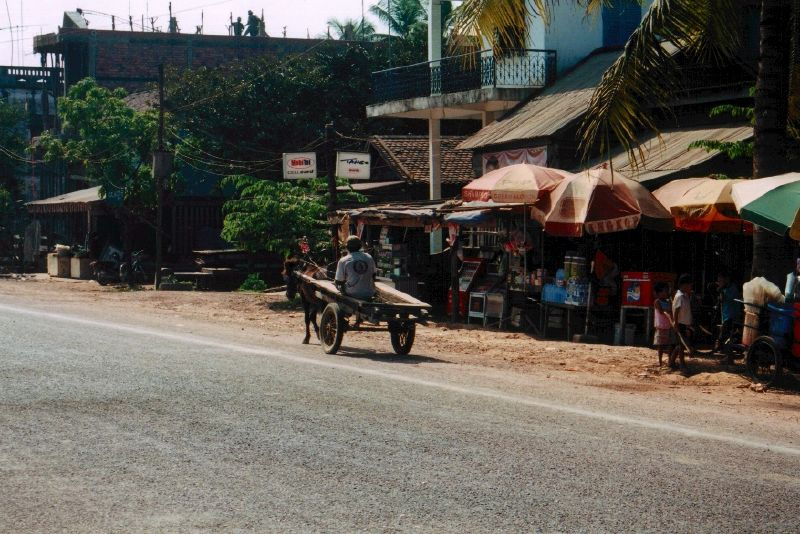
Attelage hippomobile au Cambodge.

Il sert pour tous les travaux de la vie quotidienne, notamment la traction. Dans les années 1930, il est habituel de voir de lourdes voitures à deux roues tractées par des poneys sur les routes du Cambodge.

## Diffusion de l'élevage
Le cambodgien est la seule race chevaline répertoriée au Cambodge. Aucun relevé de population n'a été transmis à la FAO.

## Dans la culture
Ce poney est cité dans les Derniers contes des collines, qui mettent longuement en scène un animal nommé Djezmé.